# أولي كادن
أولي كادن (بالألمانية: Ulli Kaden)‏ (مواليد 9 مارس 1959) هو ملاكم ألماني شرقي، مثّل بلاده في الألعاب الأولمبية الصيفية 1988.

## روابط خارجية
أولي كادن على موقع أوليمبيديا (الإنجليزية)